# Fëdor Aleksandrovič Bredichin
Fëdor Aleksandrovič Bredichin, in russo Фёдор Александрович Бредихин? (Nikolaïev, 8 dicembre 1831 – Nikolaïev, 14 maggio 1904), è stato un astronomo russo.
Nelle fonti non-russe spesso il suo nome di battesimo è scritto come Theodor.

## Biografia
Nel 1857 cominciò a lavorare presso l'osservatorio dell'Università di Mosca, di cui assunse la direzione nel 1865 (anche se da altre fonti risulta averlo guidato dal 1873).
Nel 1890 fu nominato direttore dell'osservatorio di Pulkovo e nello stesso anno divenne membro dell'accademia russa delle scienze.
Fra i suoi studi più noti si ricordano quelli sulla coda delle comete e, altresì, quelli riguardanti le meteore e gli sciami meteorici.
Sulla Luna gli è stato dedicato il nome di un cratere.